# 卡尔·冯·克劳塞维茨

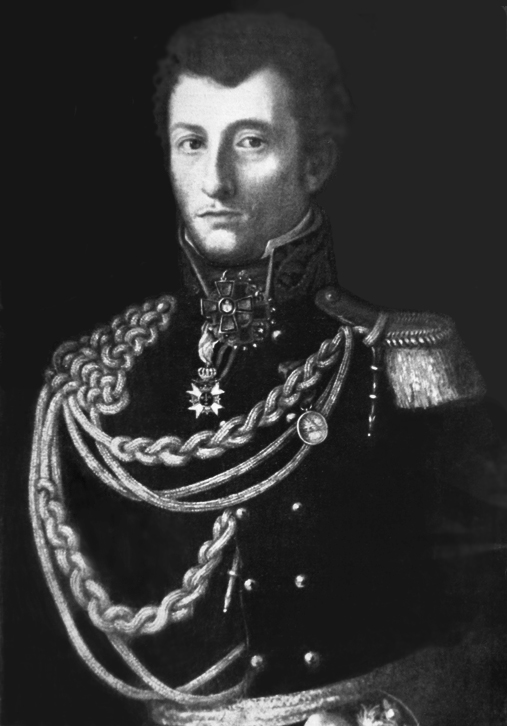
卡爾·馮·克勞塞維茨少將

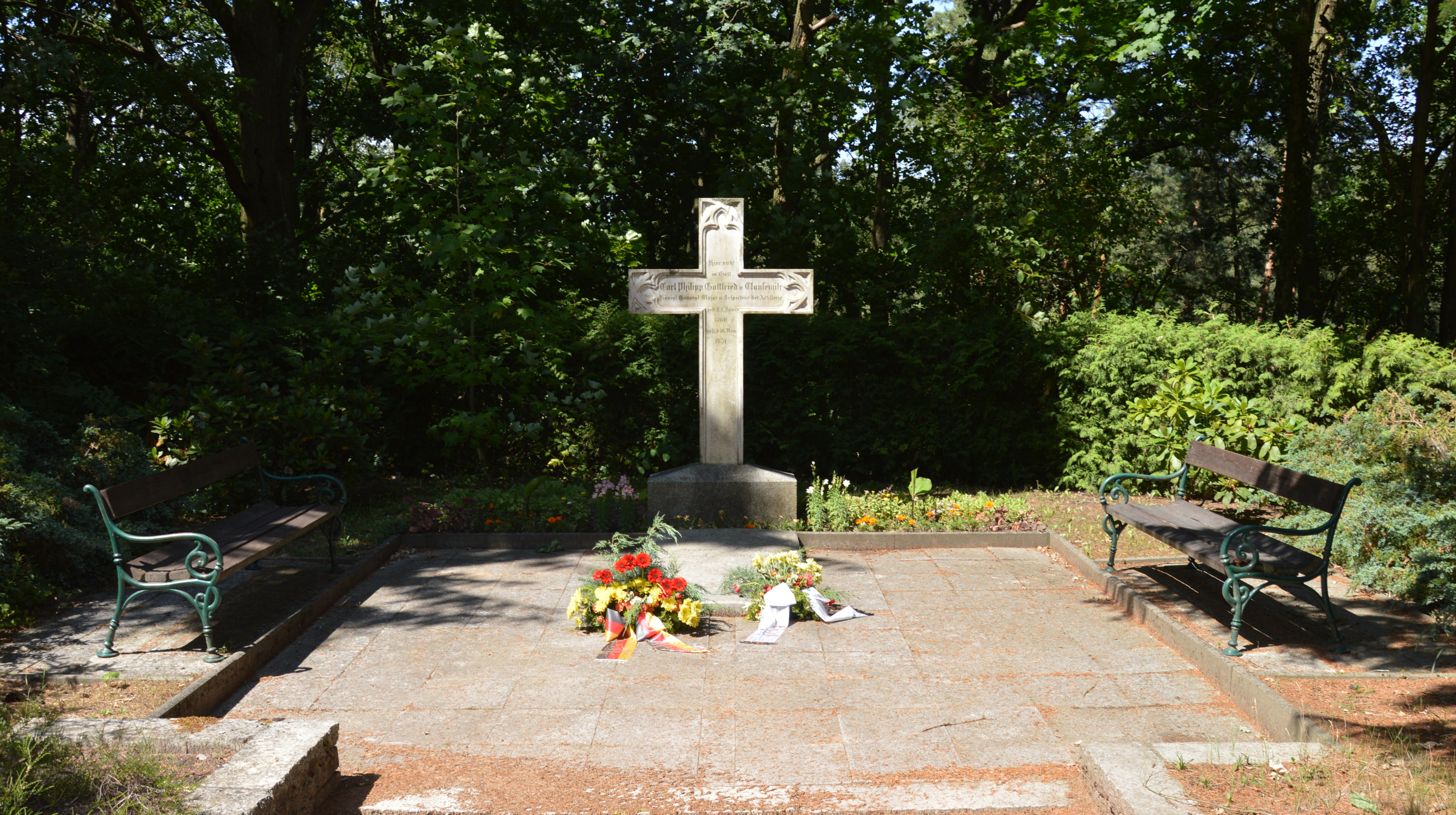
卡爾·馮·克勞塞維茨之墓

卡尔·菲利普·戈特弗里德·冯·克劳塞维茨（德語：Carl Philipp Gottfried von Clausewitz，1780年6月1日—1831年11月16日），普鲁士少将、軍事理論家，著有《战争论》。該文集在其過世時尚未完成，被其妻瑪麗整理出版共十卷，前三卷為軍事理論，被視作軍事策略與科學的開創性著作。

## 生平
1780年，克劳塞维茨出生在普鲁士马格德堡的一个贵族家庭，12岁时就参加了普鲁士军队，13岁就第一次走上了战场。1803年从柏林普通军校毕业后担任奥古斯特亲王的副官。在1808年，克劳塞维茨进入到格哈德·冯·沙恩霍斯特奠基的普军总参谋部中任职。当时法国大革命及拿破仑的军事行动使普鲁士内部也涌动着改革的潮流，这场变革与沙恩霍斯特、威廉·冯·洪堡、施泰因、哈登堡等人的名字紧紧相连，克劳塞维茨所在的普鲁士总参谋部自然成为了军事改革的先锋。克劳塞维茨在1812年发表了名为《三个信条》的日尔曼民族解放纲领，在其中表达了改革派联合俄国，抗击拿破仑的观点，和19世紀另一位大軍事思想家約米尼並列為西方軍事思想的兩大權威。就在1812年5月克劳塞维茨来到俄国军队，在俄国抵抗拿破仑进攻的战争中克劳塞维茨参加了奥斯特洛夫斯诺、斯摩棱斯克、博罗金诺等会战，担任过柏林骑兵军与乌瓦洛甫骑兵军的作战军官。1814年回到普鲁士军队，1818年出任柏林军官学校校长并晋升为将军。
在担任军官学校校长的12年中，克劳塞维茨为后人留下了大量的资料，遗孀玛丽整理出版了《卡尔·冯·克劳塞维茨将军遗著》。这部巨著共十卷。著名的《战争论》是其前三卷，后七卷为战史战例，包括了1566－1815年中大小130余例会战，记述了荷兰独立战争、古斯塔夫二世·阿道夫战争、蒂雷納子爵戰爭、腓特烈大帝战争、拿破仑战争、1812年俄法战争和1813年德意志解放战争等。

## 战争论
克劳施维茨不但亲自参加过许多次战役，而且是第一个对于战争的调查分析感兴趣的军事理论家。他对于战争的各个方面，就他所见所学，做了认真，系统，富有哲学性的调查研究。他一生中最重要的成果，就是西方战争艺术的奠基石《战争论》。他对于战争的思考是如此的细致，以至于在他去世时仅仅只完成了部分的工作。即使是在他将要去世前不久的1827年，他还在寻求修改他的作品，以便包含更多的反例和除了国与国之间战争的别的形态的战争，但是很遗憾这些修改并没有包含在已经出版的文集之中。在此之前的其他的军人也曾写过对于军事，对于战争的观点，但是不曾有一个人对于战争进行过像克劳施维茨和今天的军事家的理性的和富有哲理的思考，而这种思考正是由于拿破仑时代的国际大事所激发的。
克劳施维茨的作品直到今天依然被人们研究，这恰恰证明了它在今天依然是有效的。琳蒙特洛斯在他的《历代战争》（War Through the Ages）的总述中写道：“这个结果......可以被解释为約米尼建立了军事制度，克劳施维茨建立了军事哲学，其中的一个已经因新式武器的出现而淘汰，另一个却仍然影响着武器背后的决策。”
克劳施维茨将哲学的系统思维模式引入到了西方军事理论研究之中，它的巨大的意义不仅仅是是对历史和对其分析的记录，对于实用的策略的制定，军队的指挥系统的建立和可操作性的军事计划的制定均十分重要。他的理论主要依靠于自己的实战经历，当时的关于拿破仑的记述和相对较少的历史资料。他在历史上的明显的贡献是在他25岁时，对于三十年战争的长期研究。他反对启蒙运动时期的对于战争的观点，亦即只把战争当做是一场动乱而不考虑其旷日持久的战争背后的那个时代的经济与科技因素，军队在于社会中的角色，指挥官的策略和艺术。从那时起，他才将这些哲学因素考虑在内。在《战争论》中，克劳施维茨将全部的战争视作为一个决策，行动和在不确定的，危险的环境的表现的总和，而且他也将战争视作政治的一部分。他对于战争有好几种定义，这其中最为出名的是：战争是政治的延续（Der Krieg ist eine bloße Fortsetzung der Politik unter Einbeziehung anderer Mittel）。他强调了战争的复杂本性中所包含的社会政治和社会运行和国家政策的重要性。
克劳施维茨将一场战争看做是一个被卷入国家的全部人口的政治，社会，经济，军事的总和较量。策略（strategy）一词是现代欧洲语言的一个常用词，而克劳施维茨将它狭义的定义为：为了赢得战争的所有的可能的途径。克劳施维茨批判性的将军事力量看作是一种在两个辩证对立的，亦即实现一方的目标的同时另一方将会成为敌人的政治斗争无法解决问题时的工具。

## 克勞塞維茲的理論基礎

### 通論
克勞塞維茲並非一個系統理論建構者，他的觀點並非建立一個一般通論。他想從歷史戰役中擷取一些邏輯原則而已。他認為戰爭中有太多不可計算的因素，是事前無法規劃的，因此他認為軍事領袖必須要有應對能力，在不完全知悉、有時間壓力條件下做出決斷。

### 克勞塞維茲對戰爭的定義
在1812年所做的手稿中他認為，戰爭最高形式就是民族自覺（höchste Form der Selbstbehauptung eines Volkes），他以法國大革命來看，認為這是時代精神。這樣的國民武裝與內戰，展現戰爭是為了生存而奮鬥。
在之後幾年，克勞塞維茲更精確定義了他對戰爭的看法，他認為戰爭是一種手段。他在戰爭論第一卷第一章裡面提到，「戰爭就是一種強制性的行動，讓對手屈從為我們的意志服務。」（Der Krieg ist also ein Akt der Gewalt, um den Gegner zur Erfüllung unseres Willens zu zwingen）

### 意圖、目的與手段的軸線
克勞塞維茲分析他那時代關於意圖、目的和手段之間的軸線。根據他的觀點每場戰爭都是以暴力體現其意圖的行動。戰爭的「意圖」（Zweck）也就是其意志之實現，更根源應該是政治的動機。戰爭的目的（Ziel）也就出自於使對手在無防衛下實現我們的目的。這個目的需依據「戰略」而達成，而達成的戰略可以有不同方式，比如以暴力為手段（Mittel），或者以非軍事措施（切斷外援）。而達成特定目的的手段，就是依據一定理由的協助性工具，也就是一個國家道德上或心理上的力量。
從這個主軸來思考，也就可以導引出克勞塞維茲的名言：「戰爭僅是政治伴以另一個手段的延伸。」（Der Krieg ist eine bloße Fortsetzung der Politik mit anderen Mitteln）。更正式一點的詮釋，那就是軍事行動是政治進一步的作為，戰爭要達成的是政治上的意圖。這一點比如像第一次世界大戰中德軍的參謀本部，就是實現軍事從屬於政治的原則。

### 對戰術與戰略的定義
克勞塞維茲認為最基本的戰爭元素，就是戰術（Taktik）與戰略（Strategie）。戰術他認為是：「從交戰中累積的經驗」（Die Lehre vom Gebrauch der Streitkräfte im Gefecht），戰略相對地則是：「從個別戰爭目的中衍生出來的原則」（Lehre vom Gebrauch der einzelnen Gefechte zum Zweck des Krieges）。
對於戰術的架構，也是克勞塞維茲看待內戰的理論之一。他以西班牙1808-1814年間的反拿破崙的內戰為例來探討。這種反抗的形式，克勞塞維茲認為是小戰爭，雖然並非全新的戰爭形式，但可以發展出叛軍類的戰爭方式。